# 鈴木寛史
鈴木 寛史（すずき よしふみ、1983年3月31日 - ）は、日本の元男子バレーボール選手。

## 来歴
玉縄中学1年よりバレーボールを始める。
全日本ユース代表、ジュニア代表を経験し、2005年、サントリーサンバーズに入団した。
入団1シーズン目となる2005/06シーズン、Vリーグに出場し、Vリーグデビューを果たした。
2006年、日本代表に選出され、ワールドリーグに出場した。2010年、世界選手権に出場。以降も日本代表としてワールドリーグやワールドカップの国際大会に出場した。
2015年2月21日の豊田合成トレフェルサ戦に出場し、通算出場試合数が230試合となり、Vリーグ栄誉賞の受賞資格を得た。
2019年、2018-19シーズンの2018-19 V.LEAGUE DIVISION1 MEN終了をもって現役を引退した。

## 球歴
- 日本代表 - 2006年、2010-2013年、2015年
  - 世界選手権 - 2010年
  - ワールドカップ - 2011年、2015年
  - ワールドリーグ - 2006年、2011年、2012年、2013年、2015年

## 所属チーム
- 鎌倉市立玉縄中学校
- 藤沢翔陵高等学校
- 法政大学
- サントリーサンバーズ（2005-2019年）

## 受賞歴
- 2011年 - 2010/11 V・プレミアリーグ ベスト6
- 2015年 - 2014/15 V・プレミアリーグ ブロック賞[5]